# PURELY×CATION
『PURELY×CATION』（ピュアリーケーション）は、hibiki worksより2016年4月28日に発売された18禁美少女アドベンチャーゲーム。

## 概要
「LOVELY×CATION」から続く『×CATION』シリーズの１つ。「PRETTY×CATION」シリーズ2作品が“女の子の可愛さ”を前面に打ち出していたが、本作では原点回帰と称し“癒し”を主題にしている。本作では立ち絵にE-moteを導入しており、表情や仕草が細かく変化するようになった。また海賊版対策としてコピーガード「Denuvo Anti-Tamper」が採用されており、初回起動時にアカウントを作成し、以降の起動のたびにオンライン認証をする必要があったが、2018年1月31日にパッケージ版のオンライン認証を終了、認証解除パッチが配布されている。

## システム
基本的な流れは過去のシリーズを踏襲しており、ゲーム開始時に名前や趣味・得意な強化を入力する。入力した内容によって初期バラメータに影響が出る事もある。下校時や休日には各地に移動し、様々な行動を取ったり買い物をする事でバラメータを上げていく。またヒロインがいる場所には各ヒロインのアイコンが表示され、そこに移動することで会話イベントが発生し絆を深める事が出来る。

## あらすじ
両親が海外に出張してしまったのを機に、幼いころ住んでいた朝浜市で一人暮らしを始め、私立南陵学園に転入することとなった主人公。ふとしたきっかけで今までの「普通」の生活を送る事に疑問を感じていた。そして自分自身を変えるために彼女が欲しいと思うようになる。そんな中、転入した学園で4人の女性と出会う。ここから彼女たちとの恋が始まる。

## 登場人物
主人公
声：なし
両親の転勤で引っ越す。
三波 舞 （みなみ まい）
声：ヒマリ
身長：159cm / B89（D）/ W57/ H90 誕生日：6月16日
主人公と同じ2年B組のクラスメイトで老舗和菓子屋 『みなみや』 の一人娘であり看板娘を務める。
葵 澄怜 （あおい すみれ）
声：秋野花
身長：144cm / B71（A）/ W65/ H73 誕生日：9月6日
学園の 1年生で一見クールビューティだが実際には不器用で奥手。
夏木 洸 （なつき ひかり）
声：御苑生メイ
身長：166cm / B96（G）/ W57/ H95 誕生日：12月21日
女子バスケ部の主将の3年生。成績優秀で運動神経は抜群で抜群のプロポーションで三拍子揃っている。人を自然と甘えさせることが得意。
綾瀬 透華 （あやせ とうか）
声：唯香
身長：161cm / B94（F）/ W56/ H96 誕生日：3月3日
新任の音楽教諭。恋愛経験は無いが、女子生徒の恋愛相談ではアドバイスする。

## スタッフ
- キャラクターデザイン・原画 - ななろば華、ゑむ（SD原画）
- シナリオ - 富岡征士郎、おぅんごぅる
- 音声制作 - 西坂恭平、miyaji

## 反響

### 売り上げ
Getchu.comの2016年上半期セールスランキングで17位、2016年年間セールスランキングで30位を獲得した。